# Pechipogo demaculata
Pechipogo demaculata là một loài bướm đêm trong họ Noctuidae.